# Umiak I
Die Umiak I ist ein Massengutfrachter, der über besondere Eisbrecherkapazitäten verfügt. Das Schiff fährt unter der Flagge Kanadas.

## Einzelheiten
Das Schiff wurde auf der Werft Universal Shipbuilding Corporation im japanischen Maizuru gebaut. Die Kiellegung fand am 2. August, der Stapellauf am 14. November 2005 statt. Die Fertigstellung des Schiffes erfolgte am 13. April 2006.

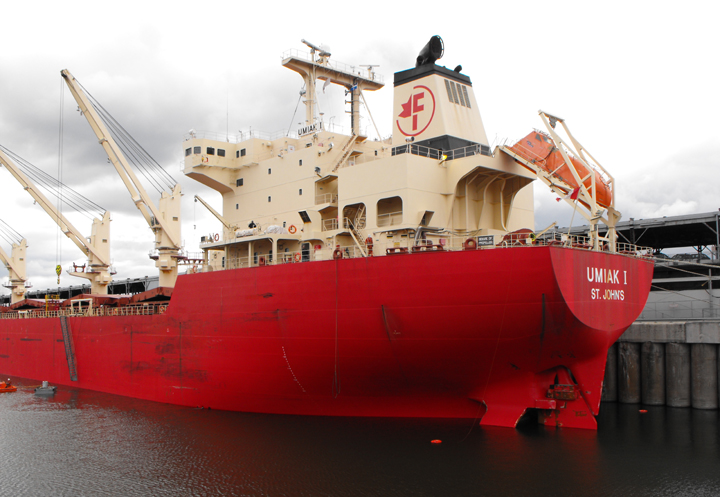
Heckansicht der Umiak I

Eigner des Schiffes ist die zur Fednav Group gehörende Fednav Limited im kanadischen Montreal. Bereedert wird es vom Unternehmen Canship Ugland Ltd. in St. John’s, Neufundland.
Das Schiff, das über die Eisklasse DNV ICE-15 verfügt, ist für die Fahrt in polaren Gewässern konzipiert. Durch die spezielle Rumpfform verfügt es über die Möglichkeit, bis zu 1,5 Meter dickes Eis zu brechen.
Fednav ließ das Schiff speziell für den Transport von Nickelkonzentrat von den Minen im Norden Labradors zum Sankt-Lorenz-Strom bauen. Da es bei entsprechenden Eisverhältnissen unabhängig von Eisbrechern ist, kann es nahezu das ganze Jahr den Ladehafen Edward’s Cove in Labrador anlaufen. Dieser ist nur etwa fünf Monate im Jahr eisfrei.
Auf der Rückreise nach Edward’s Cove transportiert das Schiff häufig Ausrüstung und Vorräte für die Nickelminen.

## Ausstattung und Technik
Der Antrieb des Schiffes besteht aus einem von Hitachi in Lizenz gebauten, langsamlaufenden Siebenzylinder Zweitakt-Dieselmotor des Typs MAN 7S70ME-C mit einer Leistung von 21.770 Kilowatt, der direkt auf einen Verstellpropeller wirkt. Das Schiff erreicht damit eine Geschwindigkeit von maximal 13,5 Knoten. In offenem Wasser sind hierfür nur 35 Prozent der Maschinenleistung nötig. In maximal 1,5 Meter dicken, jungen Eis erreicht das Schiff noch eine Geschwindigkeit von bis zu 3 Knoten. Der Propeller läuft in einer Kortdüse als Schutz und um höheren Schub zu erreichen. Als Hilfsdiesel sind drei MAN 6L23/30H Dieselmotoren und ein Notstromdiesel des Typs Cummins Inc. 6CTA-8.3-D(M) installiert.
Das Schiff verfügt über fünf Laderäume, die mit hydraulischen Lukendeckeln von McGregor verschlossen werden können. Der Kornraum der fünf Räume beträgt 40.490 m³, der Ballenraum 38.855 m³.
Für den von der Hafensuprastruktur unabhängigen Ladungsumschlag sind drei Schiffskrane verbaut. Die Krane stehen mittschiffs zwischen Luke 1 und 2, 3 und 4 sowie 4 und 5. Kran 1 hat eine Kapazität von 50 t, Kran 2 und 3 von jeweils 30 t.
Die Decksaufbauten befinden sich im hinteren Drittel des Schiffes.

## Trivia
Das Schiff war Thema der Dokumentationsserie „Mighty Ships“ des Discovery Channels.